# Laško (Bier)
Laško ist ein slowenisches Bier der Brauerei Pivovarna Laško, d. d. mit Sitz in Laško, Slowenien.

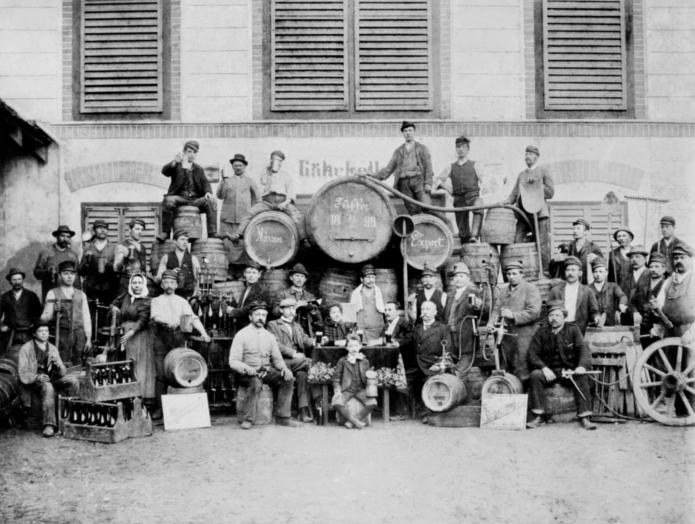
Bild der Brauerei aus der Zeit unter Simon Kukec (1898)

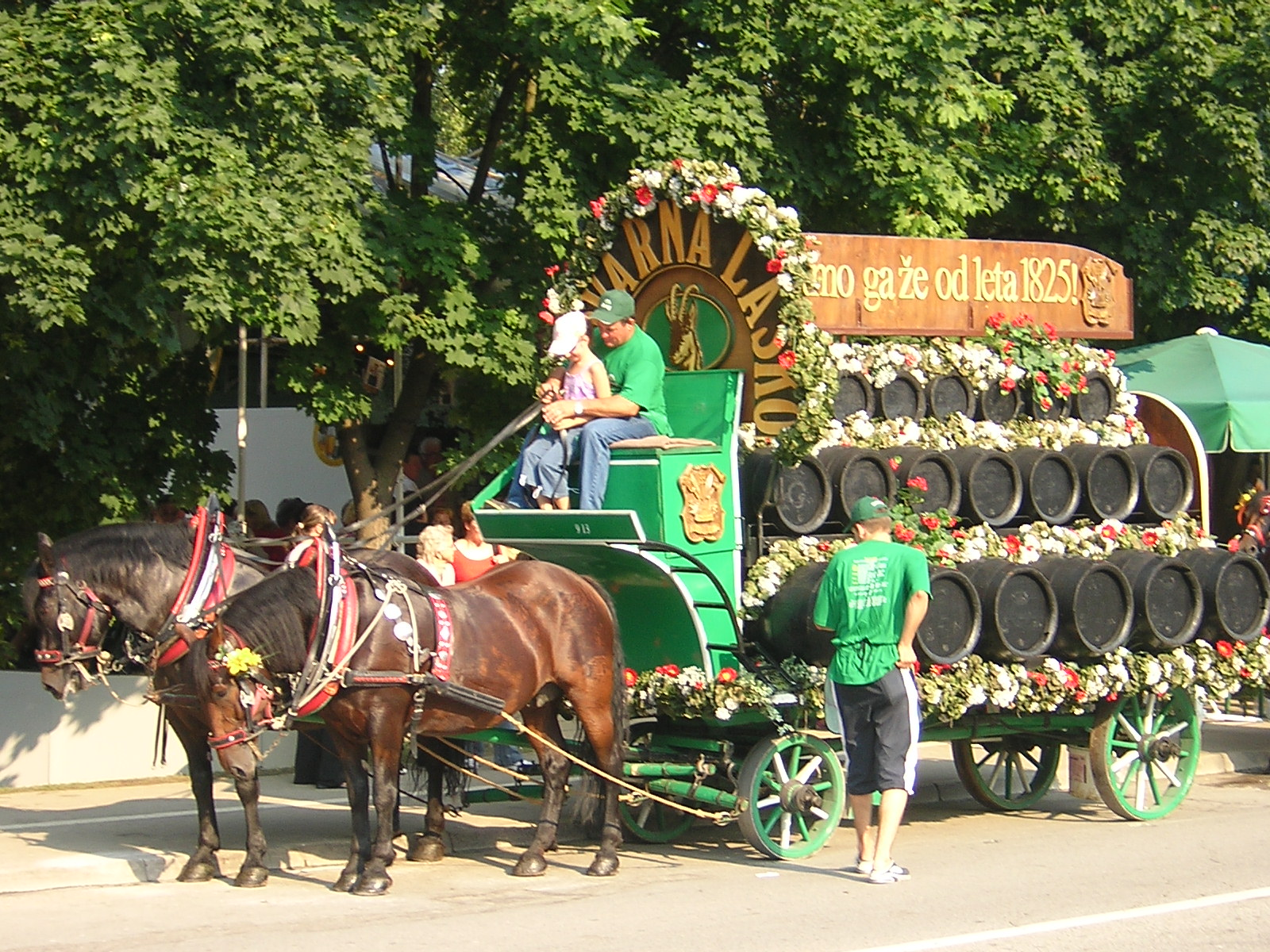
Bierfestival in Laško (2005)

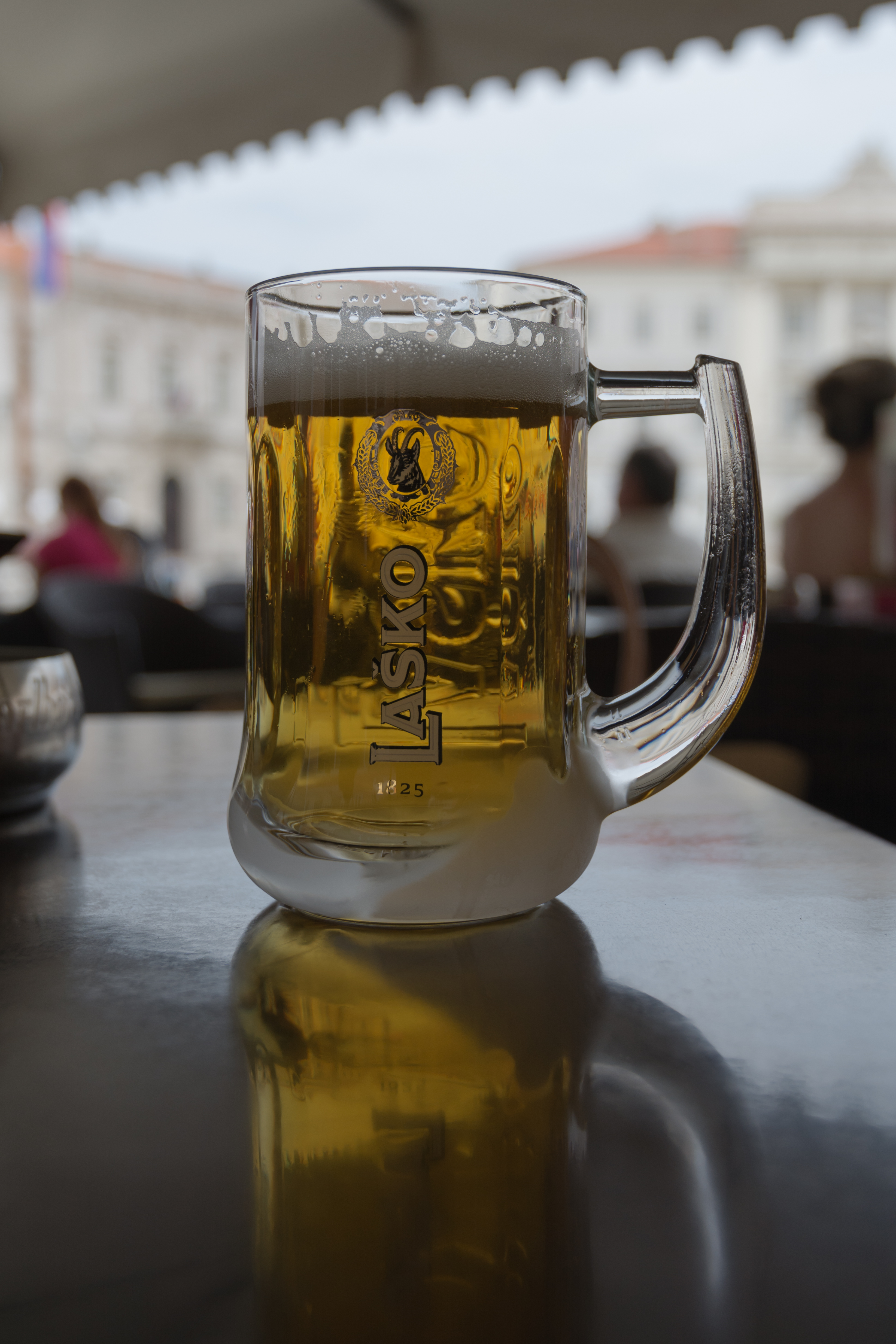
Laško Zlatorog

## Geschichte
Im Jahre 1825 begann Franz Geyer mit dem Einrichten einer Brauerei im ehemaligen Valvasor Spital, sie trug den Namen „Brauerei Tüffer“. Der Unternehmer Heinrich August Uhlich kaufte die Brauerei im Jahre 1838. Er bot seine Biere den ausländischen Gästen in der Therme von Rimske Toplice, die ihm gehörte. Zudem exportierte er sein Bier u. a. nach Triest, Alexandria und Kalkutta.
Im Jahr 1867 wurde Anton Larisch der nächste Brauereiinhaber. Er baute eine neue Brauerei, verbesserte die Qualität des Bieres und erhöhte die Produktionskapazität.
Nachdem das Unternehmen Konkurs angemeldet hatte, kaufte 1889 der Unternehmer Simon Kukec aus Žalec das Unternehmen. Er stellte eine neue Art Bier mit Thermalwasser her, das auch heute noch in einer etwas anderen Art existiert. Durch Experimente entdeckte er die günstige Wirkung des Thermalwassers auf das Bier. Außerdem braute Kukec auch ein Bier nach tschechischem Rezept. Seine antideutsche Gesinnung bewog ihn dazu, nur tschechische Braumeister zu beschäftigen. Er exportierte seine Biere u. a. nach Budapest, Ägypten und Indien. Kukec braute 35.000 hl Bier im Jahr. Sein Bier wurde für seine Qualität mit einer Medaille der französischen Regierung ausgezeichnet. 1918 scheint das Unternehmen als „Vereinigte Brauereien Sachsenfeld und Markt Tüffer“. Trotz der Erfolge im harten Wettbewerbsumfeld wurde die Brauerei geschlossen. Im Jahr 1924 kaufte der damalige Konkurrent, die Union Brauerei, heimlich die Mehrheit der Aktien. Drei Jahre später wurde das letzte Bier gebraut. Zu dieser Zeit verkaufte die Union Brauerei auf dem kroatischen Markt weiterhin Bier mit dem Namen Laško.
Die Schließung der Brauerei beeinflusste die Wirtschaft und die Bewohner rund um Laško stark. Deshalb beschlossen einige Initianten zusammen mit Gastwirten im Jahr 1929 eine Genossenschaft mit Beteiligungen zu gründen. Im Jahr 1938 wurde die Pivovarno Laško, d. d. nach vielen Komplikationen und schweren Oppositionen erneut gegründet. Als der Zweite Weltkrieg im Jahr 1941 in Slowenien stattfand, ging die Brauerei durch große Veränderungen. Die Deutschen ersetzten die Verwaltung und übernahmen die Kontrolle über die Brauerei für die nächsten vier Jahre. Es war für die Brauerei eine Zeit mit gemischten Gefühlen. Einerseits war die Souveränität und die Unabhängigkeit des Bierbrauens verloren, andererseits lief das Geschäft aufgrund der Exporte besser als je zuvor. Unter der Führung der deutschen Verwaltung, produzierte die Brauerei fast 93.000 hl Bier pro Jahr, eine Menge, die erst knapp 20 Jahre später, im Jahre 1963, wieder erreicht wurde. Als die Alliierten 1944/45 die Eisenbahnbrücke von Laško bombardieren wollten, wurde die Brauerei versehentlich zweimal von den Bomben getroffen. Nach dem zweiten Angriff im Jahr 1945 wurde die Brauerei komplett abgerissen. Innerhalb eines Jahres wurde die Brauerei neu gebaut, war 1946 wieder betriebsbereit und zurück in slowenischer Hand. Aufgrund der Erfahrungen und den festgestellten Mängeln der abgerissenen Gebäude, konnte die Brauerei nun viel rationeller gebaut werden. Allerdings war die wirtschaftliche Lage in den ersten Nachkriegsjahren sehr schlecht. Die Kredite waren erschöpft und es mangelte an Gerste. Als die Nachkriegs-Wirtschaftskrise 1955 auf dem Höhepunkt war, verkaufte die Brauerei nur 15.000 hl Bier pro Jahr. 1956 entging die Brauerei trotz der erheblichen Verluste knapp der Liquidation. Darauf folgte ein wirtschaftlicher Aufschwung, der den Bierabsatz positiv beeinflusste. Begünstigt wurde dies auch durch die technischen Erneuerungen. So wurden im Zeitraum von 1956 bis 1963 u. a. ein neues Umspannwerk, eine neue Abfüllmaschine, eine neue Braustätte und ein neuer Bierkeller gebaut. Eine der größten Investitionen war eine neue Mälzerei, die 1955 in Betrieb genommen wurde. Durch den erhöhten Vertrieb von Bier, gab es aber schnell einen Mangel an Flaschen, Wasser und Gerste. Bis dahin hatte die Brauerei Wasser aus den umliegenden Quellen von Rimske Toplice gepumpt, aber aufgrund der steigenden Absatzmenge gerieten diese Quellen an das Kapazitätsmaximum. Deshalb beauftragte man im Jahr 1968 und 1969 den Bau eines neuen Wasserreservoirs bei Jepihovec und den Bau eines 7 km langen Tunnels für ein Wasserverteilungssystem. Im Jahr 1969 wurden drei völlig neue Abfüllanlagen aus Deutschland und Italien angeschafft, mit einer Gesamtkapazität von 35.000 Flaschen pro Stunde.
In den 1970er Jahren trugen die großen Investitionen aus den 1960er Jahren ihre Früchte. So wurde im Jahr 1972 der Meilenstein von 500.000 hl verkauftes Bier erreicht. 1974 erwarb die Brauerei eine neue Abfüllanlage in der Nähe des Flusses Savinja. Am Ende der 1970er Jahre wurde ein neues, modernes Büro- und Verwaltungsgebäude gebaut. Die hohe Nachfrage nach Laško-Bier auf dem jugoslawischen Markt war wiederum Auslöser für weitere Investitionen, um die Produktionskapazität zu steigern. Nach dem Umzug in ein neues Gebäude im Jahr 1982 modernisierte die Brauerei ihre Abfüllanlagen, das Kesselhaus und die Brauanlage. Nach 1988, als zwei neue Abfüllanlagen installiert wurden, verdoppelte sich die Produktion und im Jahre 1990 verkaufte die Laško-Brauerei erstmals über 1 Million Hektoliter Bier. Der Zerfall Jugoslawiens im Jahr 1991 hatte für die Brauerei negative Folgen: die Verkaufszahlen sanken drastisch und man verlor die Märkte der ehemaligen Republik. Trotz des Umsatzrückgangs im Anschluss an die Unabhängigkeit Sloweniens von Jugoslawien, verkaufte Pivovarna Laško im Jahre 1994 wieder mehr als eine Million Hektoliter Bier.
Heute ist Pivovarna Laško eines der dominantesten und beliebtesten Unternehmen auf dem Biermarkt in Slowenien.
Im Oktober 2015 erwarb der niederländische Brauereikonzern Heineken N. V., mit 53 % der Aktien, die Mehrheit an Laško vom aktuellen Eigentümer, der staatlichen Abwicklungsgesellschaft DUTB. Heineken gab bekannt auch die restlichen Aktien kaufen zu wollen.

## Sortiment
In der Laško-Brauerei werden folgende Biersorten gebraut:
- Laško Zlatorog Svetlo: 4,9 % Alkoholgehalt
- Laško Zlatorog Temno: 5,9 % Alkoholgehalt
- Laško Golding: 5,4 % Alkoholgehalt
- Laško IPA: 5,2 % Alkoholgehalt
- Laško Weißbier: 5,3 % Alkoholgehalt
- Laško Malt: alkoholfrei
- Laško Zlatorog 0,0: alkoholfrei

Daneben werden auch weitere alkoholhaltige Getränke hergestellt:
- Bandidos Tequila: 4,0 % Alkoholgehalt
- Bandidos Ice: 4,0 % Alkoholgehalt
- Bandidos Sun: 4,0 % Alkoholgehalt
- Bandidos Cuba Libre: 4,0 % Alkoholgehalt

Im Sortiment führt das Unternehmen auch Mineralwasser:
- ODA

## Sonstiges
Die Pivovarna Laško war auch im Besitz der größten Tageszeitung Sloweniens, der Delo, und der meistgelesenen slowenischen Boulevardzeitung, Slovenske novice. 2015 wurden die Zeitungen an die FMR-Holding verkauft.